# Ferenc Révay
Ferenc Révay de Szklabina et Blatnicza (1489 – 1 novembre 1553, Pozsony (oggi Bratislava, Slovacchia)) è stato il Governatore Palatino del Regno d'Ungheria, ricoprendo il terzo rango più alto dopo quello del re.

## Biografia
Révay era figlio di László Révay e Anna Eszteleky. Nel 1521, divenne segretario personale di Stefano VII Báthory. Dopo la battaglia di Mohács del 1526, durante la disputa per il trono, si schierò con Ferdinando I d'Asburgo, della casa degli Asburgo. Chiamato dal fratello István Révay e Giovanni Nenad, si unì a Ferdinando, che salì al trono. Ferenc Révay fu eletto come Gran Coppiere Reale e ricevette in dono reale metà del castello di Szklabina, che prese sotto controllo completo nel 1540.
Nel 1532, Révay divenne Ispán (conte; comes) della Contea di Turóc (regione Turiec nell'attuale Slovacchia). Successivamente, fu nominato Giudice supremo e ricevette numerosi riconoscimenti. Nel 1542 fu nominato Governatore Palatino. Partecipò al Parlamento del 1550, dove fu eletto membro del Comitato di Verifica dei Confini.
Révay sostenne la scienza e gli scienziati. Comunicava regolarmente con András Gyulai e András Choron. Ammiratore di Martin Lutero, scambiò con lui diverse lettere.

## Fonti
- Szinnyei, József (2000), Magyar írók élete és munkái [Vita e opere di scrittori ungheresi] (in ungherese), Budapest: Arcanum, ISBN 978-9638602992
- Epistulae. Pars I: 1523–1533, Budapest, Universitas Kiadó, 2018, ISBN 978-615-5478-62-8.